# Ivan Lins
Ivan Guimarães Lins (* 16. června 1945 Rio de Janeiro) je brazilský zpěvák, klavírista a hudební skladatel, představitel žánru música popular brasileira, který ve své kariéře vydal více než čtyřicet dlouhohrajících desek.
Vyrůstal v USA, kde jeho otec studoval Massachusettský technologický institut. V hudbě je samouk, vystudoval chemii na Federální univerzité v Rio de Janeiro a v mládí hrál závodně volejbal. Jeho prvním hitem byla Madalena, kterou v roce 1969 nazpívala Elis Regina.
Složil hudbu k filmům Carlose Reichenbacha Dois Córregos a Bens Confiscados. Jeho častým spolupracovníkem je Vítor Martins, s nímž založil vydavatelství Velas. Quincy Jones zařadil jejich skladbu na album The Dude. Linsovy písně získaly úspěch v Brazílii i v anglosaské pop music, zpívali je Sérgio Mendes, Simone Bittencourt de Oliveira, Sting, Barbra Streisandová, Patti Austinová, Ella Fitzgeraldová a Michael Bublé. S Davem Grusinem a Lee Ritenourem nahrál album Harlequin ve stylu jazz fusion.
V roce 2013 mu byl udělen Řád za kulturní zásluhy. Získal Latin Grammy Awards v roce 2005 za album Cantando Histórias, v roce 2009 za Regência: Vince Mendoza a v roce 2015 za América Brasil.
Jeho manželkou byla v letech 1971 až 1982 zpěvačka a herečka Lucinha Lins, mají dva potomky.